# Johan Coenen
Johan Coenen (Sint-Truiden, 4 februari 1979) is een Belgisch oud-wielrenner. Coenen is prof sinds 2002.

## Belangrijkste overwinningen
- La Côte Picarde (U23)

2003
- 6e etappe Ronde van Beieren

2005
- Grand Prix de la Ville de Lillers

2006
- Boucles de l'Aulne

2008
- Beverbeek Classic

2009
- Omloop van het Waasland

2013
- 3e etappe Ronde van Singkarak
- 2e etappe A Ronde van Guadeloupe

2014
- 2e etappe A Ronde van Guadeloupe

## Resultaten in voornaamste wedstrijden
| Jaar | Gent-Wevelgem | Ronde van Vlaanderen | Parijs-Roubaix | Amstel Gold Race | Luik-Bast.‑Luik | Waalse Pijl | Parijs-Brussel |
| ---- | ------------- | -------------------- | -------------- | ---------------- | --------------- | ----------- | -------------- |
| 2002 |               |                      |                |                  |                 | 136e        |                |
| 2003 |               |                      |                |                  |                 | 71e         |                |
| 2004 |               | 71e                  |                | 56e              | opgave          | 55e         |                |
| 2005 |               | 67e                  | opgave         | 17e              | 46e             |             |                |
| 2006 |               | 97e                  |                | 66e              | 90e             | 109e        |                |
| 2007 |               | opgave               |                | 66e              | opgave          | opgave      | 55e            |
| 2008 |               |                      |                | 140e             | 114e            |             | 94e            |
| 2009 |               | 64e                  |                |                  | opgave          | 70e         | 74e            |
| 2010 | 89e           | opgave               |                | 35e              | 60e             | 42e         | 32e            |
| 2011 | 146e          |                      |                |                  | opgave          |             | 44e            |

## Ploegen
- 2002-Marlux-Ville de Charleroi
- 2003-Marlux-Wincor-Nixdorf
- 2004-MrBookmaker.com-Palmans
- 2005-MrBookmaker.com-SportsTech
- 2006-Unibet.com
- 2007-Chocolade Jacques-Topsport Vlaanderen
- 2008-Topsport Vlaanderen
- 2009-Topsport Vlaanderen-Mercator
- 2010-Topsport Vlaanderen-Mercator
- 2011-Topsport Vlaanderen-Mercator
- 2012-Team Differdange-Magic-Sportfood.de
- 2013-Team Differdange-Losch
- 2014-Team Differdange-Losch